# Rubus hawaiensis
Rubus hawaiensis är en rosväxtart som beskrevs av Asa Gray. Rubus hawaiensis ingår i släktet rubusar, och familjen rosväxter. Inga underarter finns listade i Catalogue of Life.

## Bildgalleri

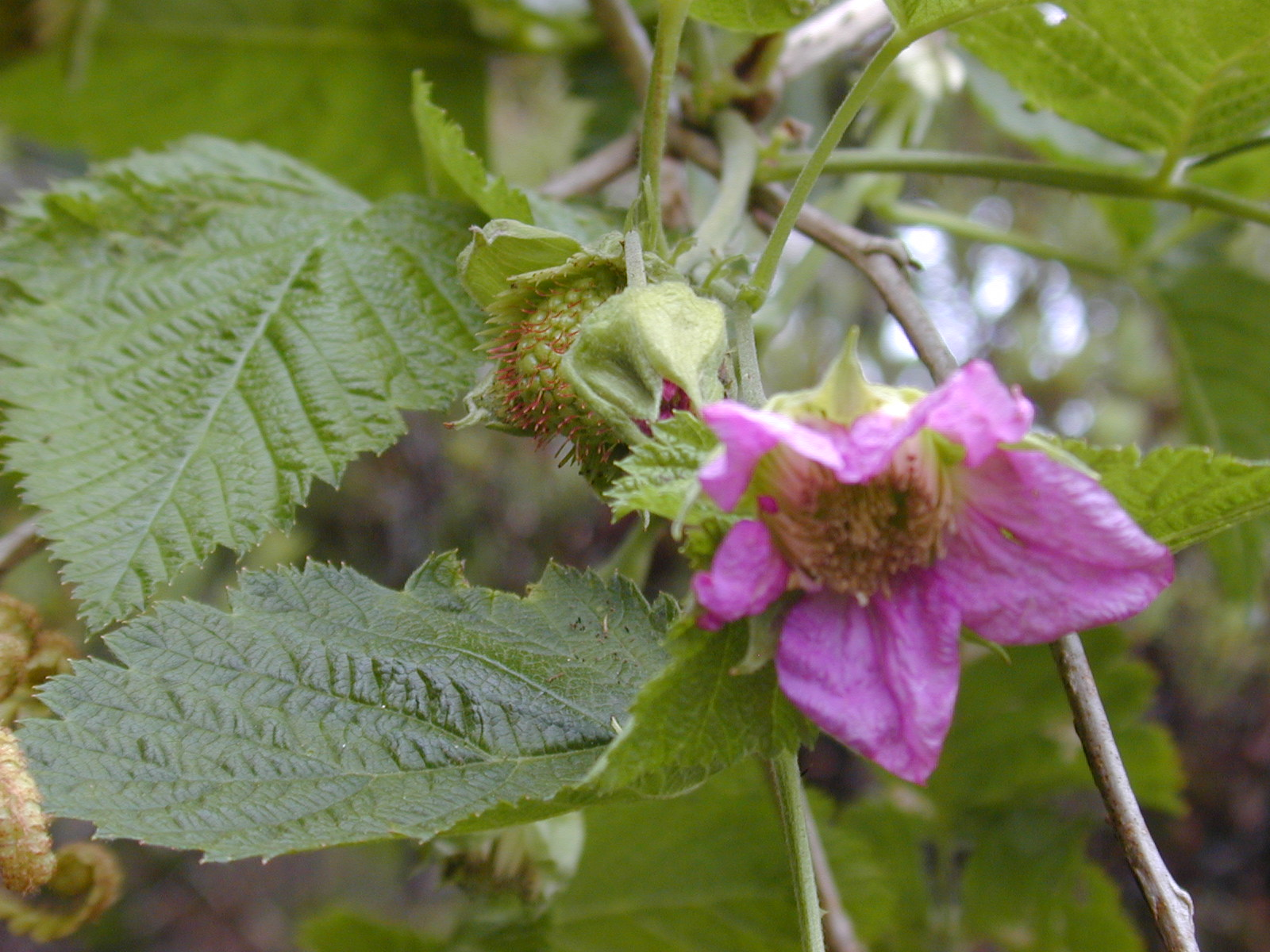
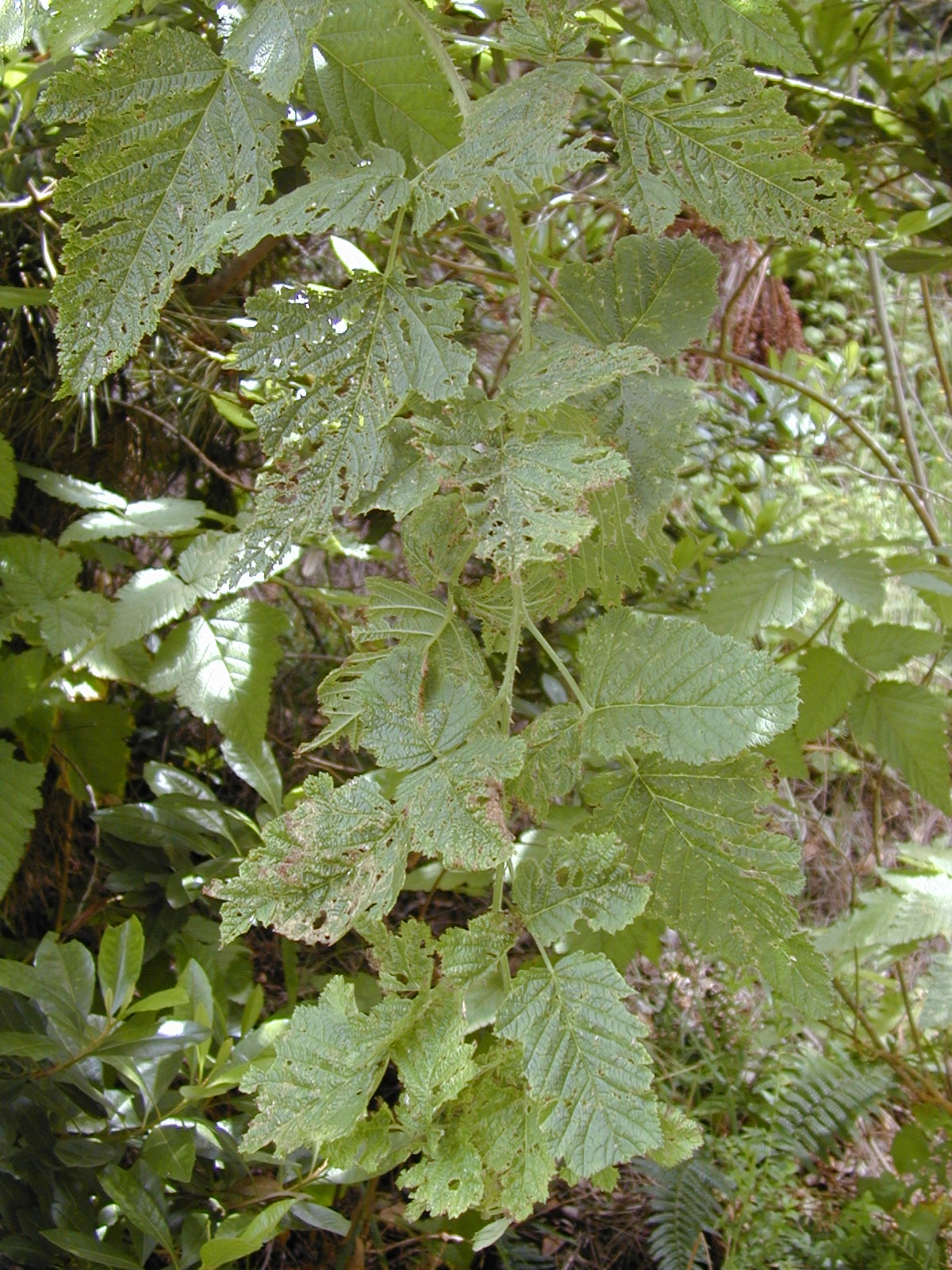
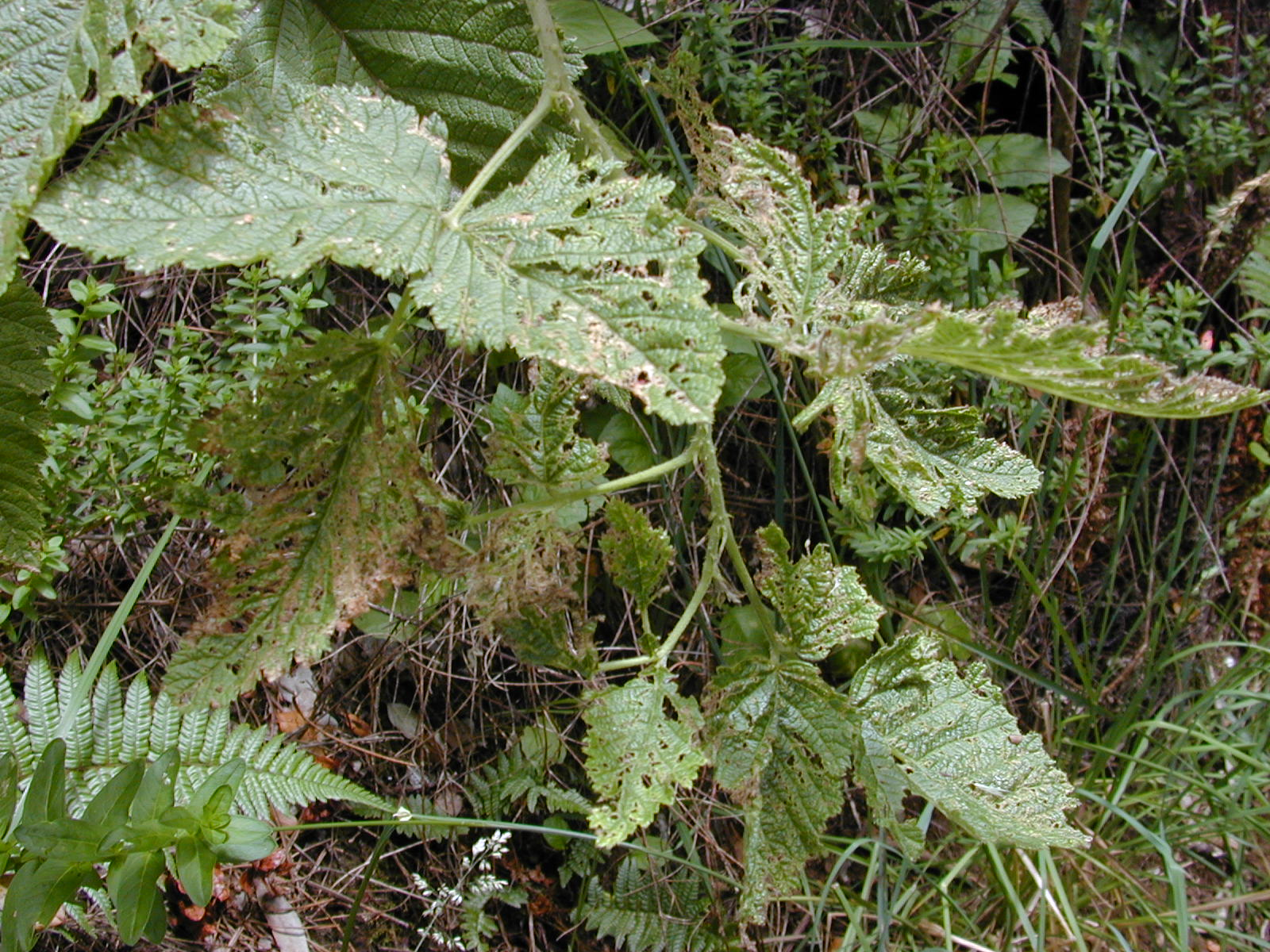
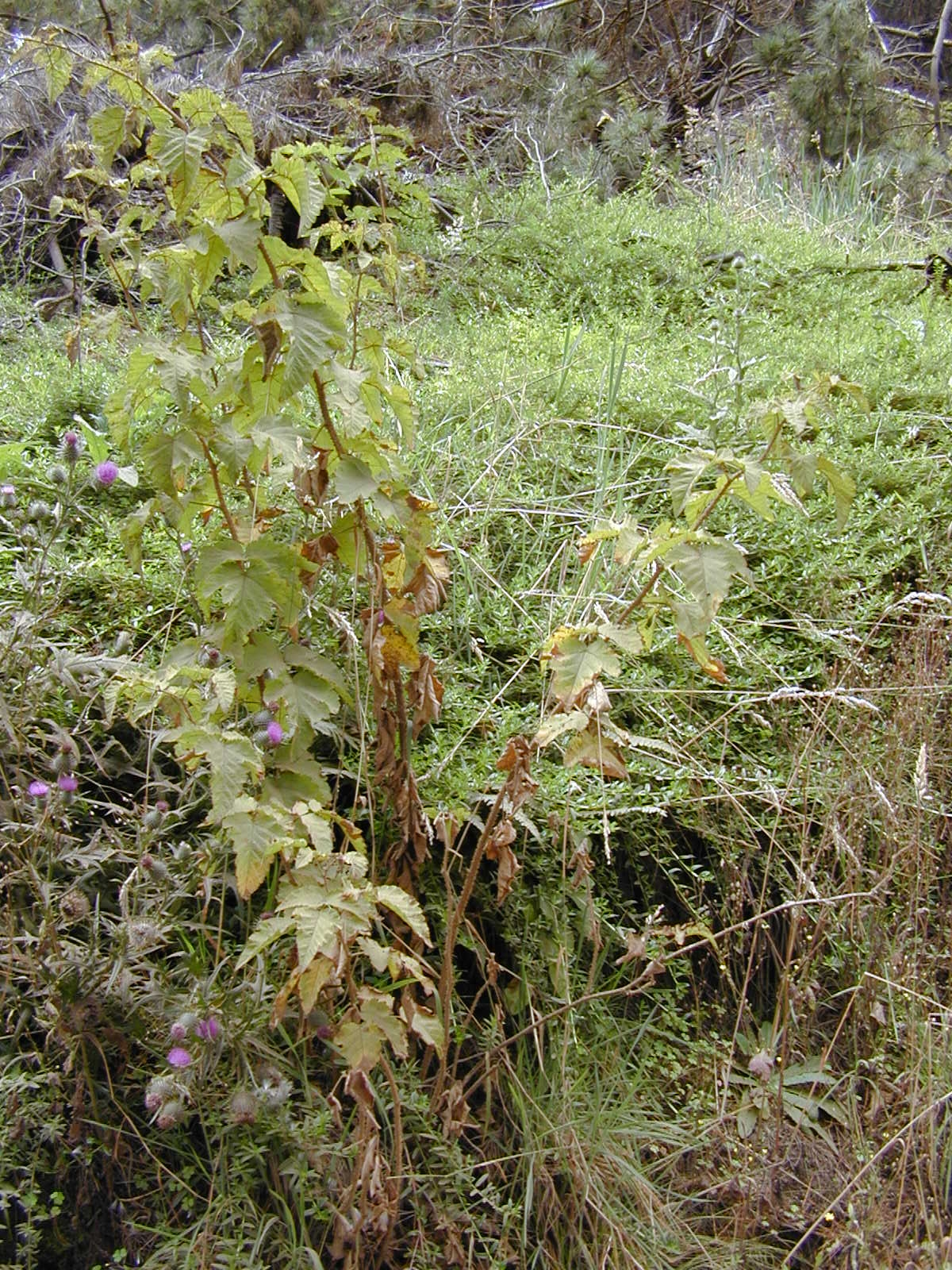
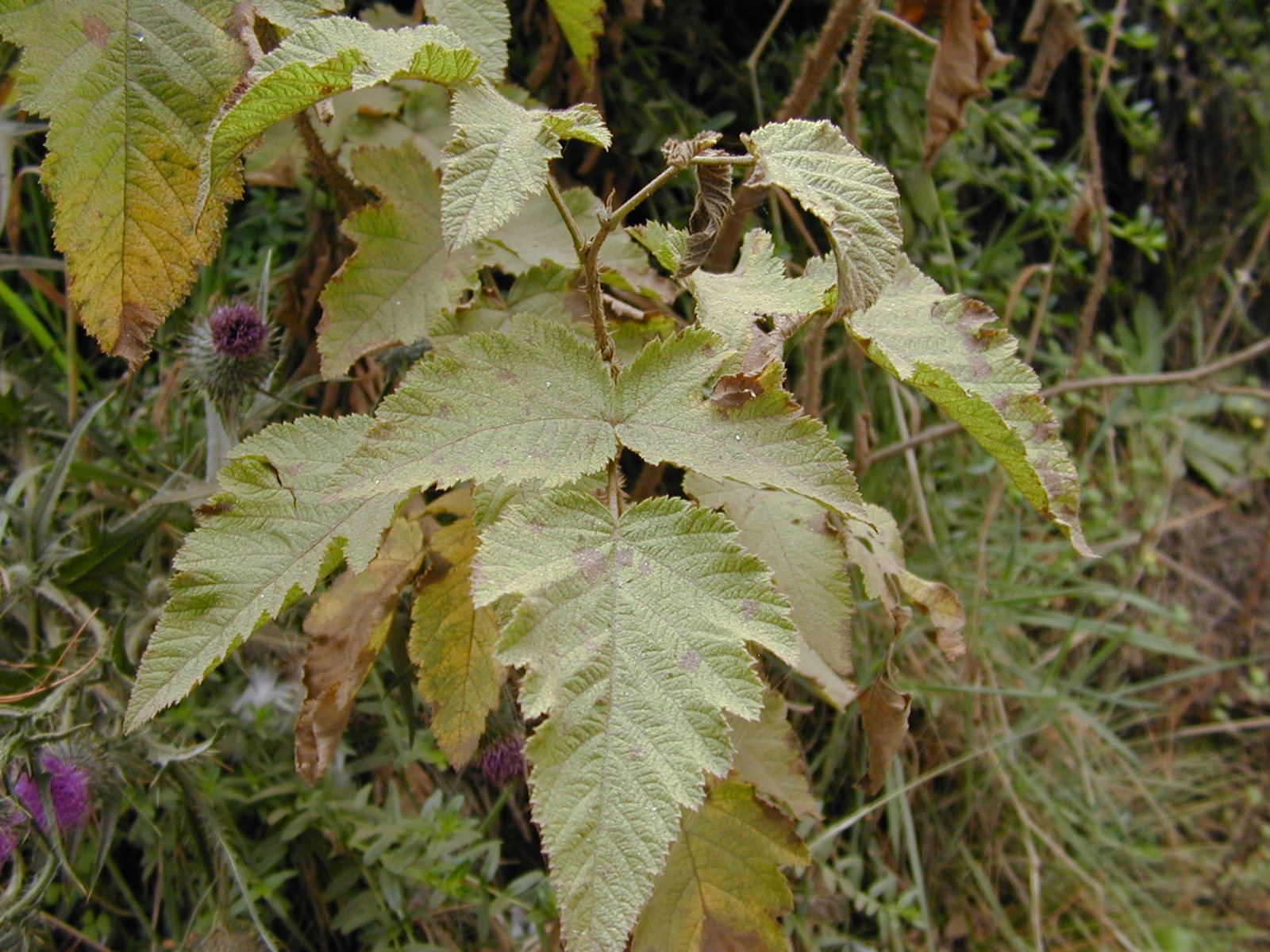
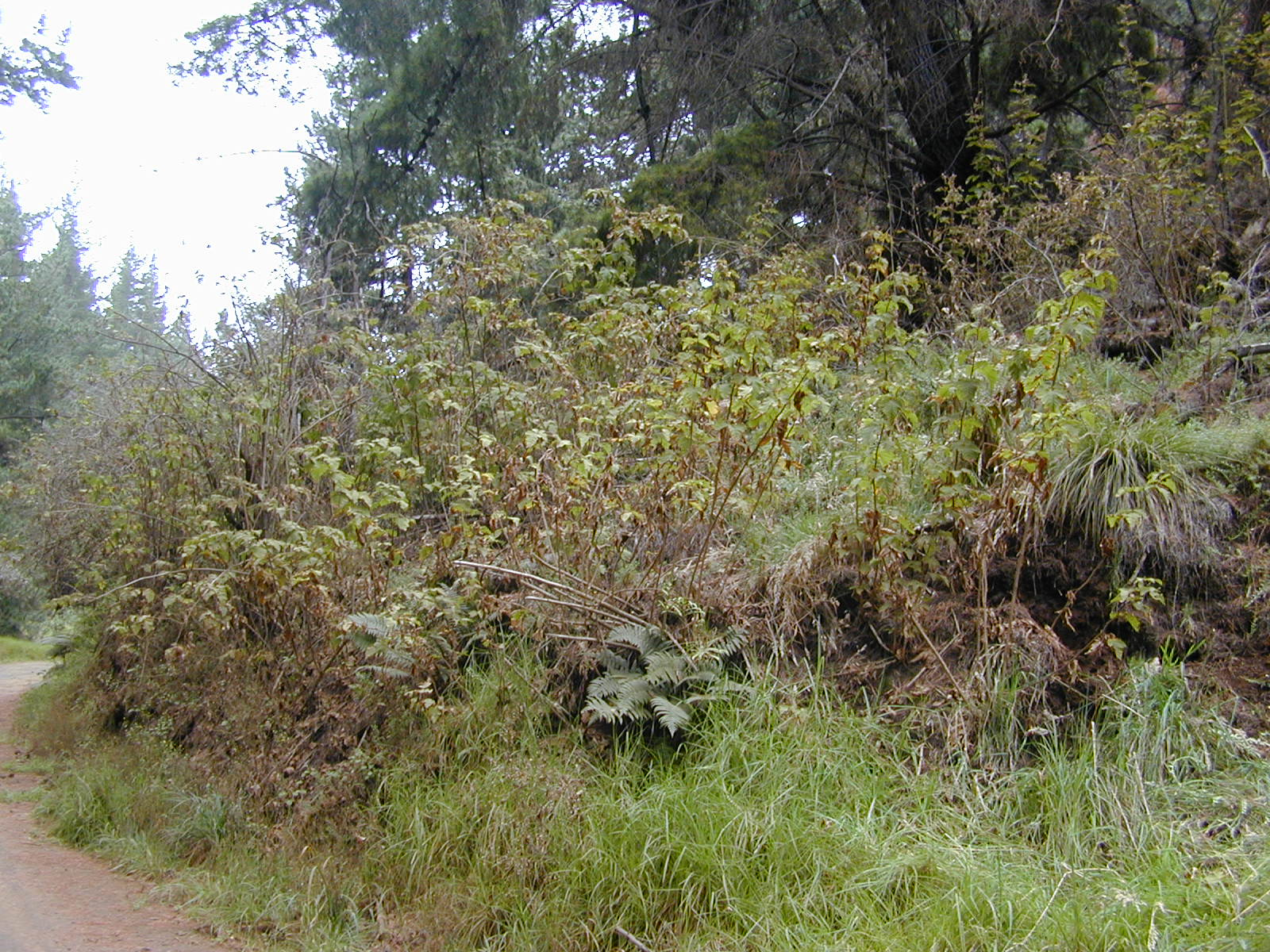